# Eucalyptus cadens
Eucalyptus cadens là một loài thực vật có hoa trong Họ Đào kim nương. Loài này được J.D.Briggs & Crisp mô tả khoa học đầu tiên năm 1989.